# 台湾日日新報

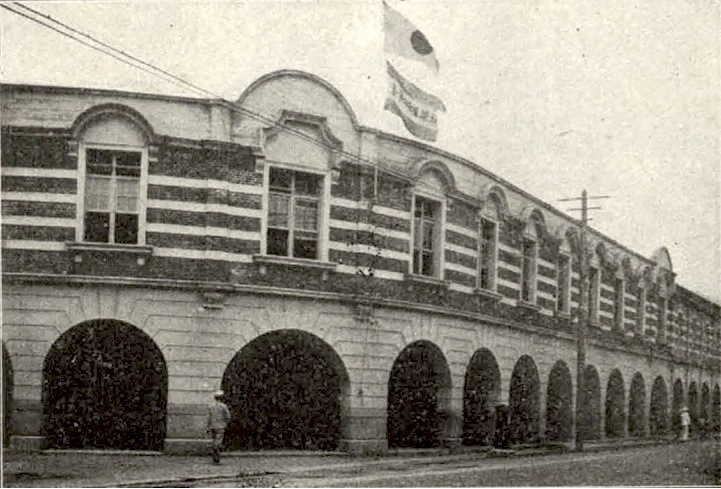
台湾日日新報社

『台湾日日新報』（たいわんにちにちしんぽう）とは、日本統治時代の台湾において1898年（明治31年）5月1日に創刊され、日本統治時代最大で、もっとも長続きした新聞である。『台湾新報』と『台湾日報』の後身。

## 前史
1896年（明治29年）に『台湾新報』が初代台湾総督樺山資紀と同郷（薩摩）の民間人により創刊された。創刊後僅か3週間で台湾総督府により官報として使用されるようになり、毎年4,800円の公的補助を受けるようになった。その後、『台湾日報』が第2代台湾総督の桂太郎の支援の下、桂と同郷（長州）の民間人により創刊された。総督府による年間25,000円の公的補助を受けるようになった。かくして台湾で二大政府系新聞が登場すると思われたが、両紙は既得権益を巡る対立に起因し、かつ両紙がそれぞれ薩摩系と長州系とみなされたことも加わり、激しい競争を開始した。政策面でも一方が賛成すれば、自動的にもう一方が反対する論調を繰り返し、両紙記者が市内で乱闘を行なうこともあった。

## 『台湾日日新報』発行
このような状況の下、第4代台湾総督児玉源太郎下で民政長官を務めた後藤新平（いわゆる児玉・後藤政治）は、上意下達と官民意思の疎通の手段を整備することが急務と感じ、両紙を速やかに統合しなければならないと考えた。後藤は、旧知の守屋善兵衛に指示し、両紙の買収をさせた。台湾の実業家賀田金三郎の仲介と出資を経て1898年（明治31年）5月1日『台湾日日新報』が創刊された。また、新聞報道とは別に、総督が公布する行政や司法関係の命令を掲載する『府報』及び台北及び新竹で『州報』を発行した。『台湾日日新報』は総督府の支援を受け、日本統治時代の台湾で最大の新聞としての地位を確立し、『台湾新聞』や『台南新報』とともに三大新聞と呼ばれた。最盛期の発行部数は5万部を記録し、総計1万5800号あまりを発行した。
| 年     | 台湾日日新報 | 台湾新聞 | 台南新報 |
| ------ | ------------ | -------- | -------- |
| 1924年 | 18,970       | 9,961    | 15,026   |
| 1935年 | 49,952       | 30,000   | 25,386   |
| 1936年 | 53,517       | 51,880   | 36,761   |
| 1937年 | 58,040       | 31,000   | 37,744   |
| 1938年 | 59,201       | 31,100   | 38,065   |
| 1939年 | 68,392       | 12,348   | 40,185   |

1901年（明治34年）11月より、8面のうち2ページを中国語版とし、1905年（明治38年）7月からは、『漢文台湾日日新報』の名で4ページの独立した新聞を発行した。しかし、1911年（明治44年）には財政困難の理由により、日本語版の中に2ページの中国語版を付す姿に戻された。この中国語版も1937年（昭和12年）4月には、総督府の「皇民化」政策により廃止されることになった。

## 『台湾日日新報』のその後
太平洋戦争の激化に伴う戦時報道統制により、1944年4月1日に総督府がこの当時の他の主要日刊紙である『興南新聞』（本社・台北）、『台湾新聞』（同・台中）、『台湾日報』（同・台南）、『高雄新報』（同・高雄）、『東台湾新聞』（同・花蓮港）の5紙と統合させ、『台湾新報』（新）とした。この『台湾新報』（新）は、戦時下の厳しい紙事情にかかわらず、発行部数16万7000部であった。太平洋戦争での日本の敗戦後は『台湾新報』（新）は国民政府により接収され、『台湾新生報』と改称された。

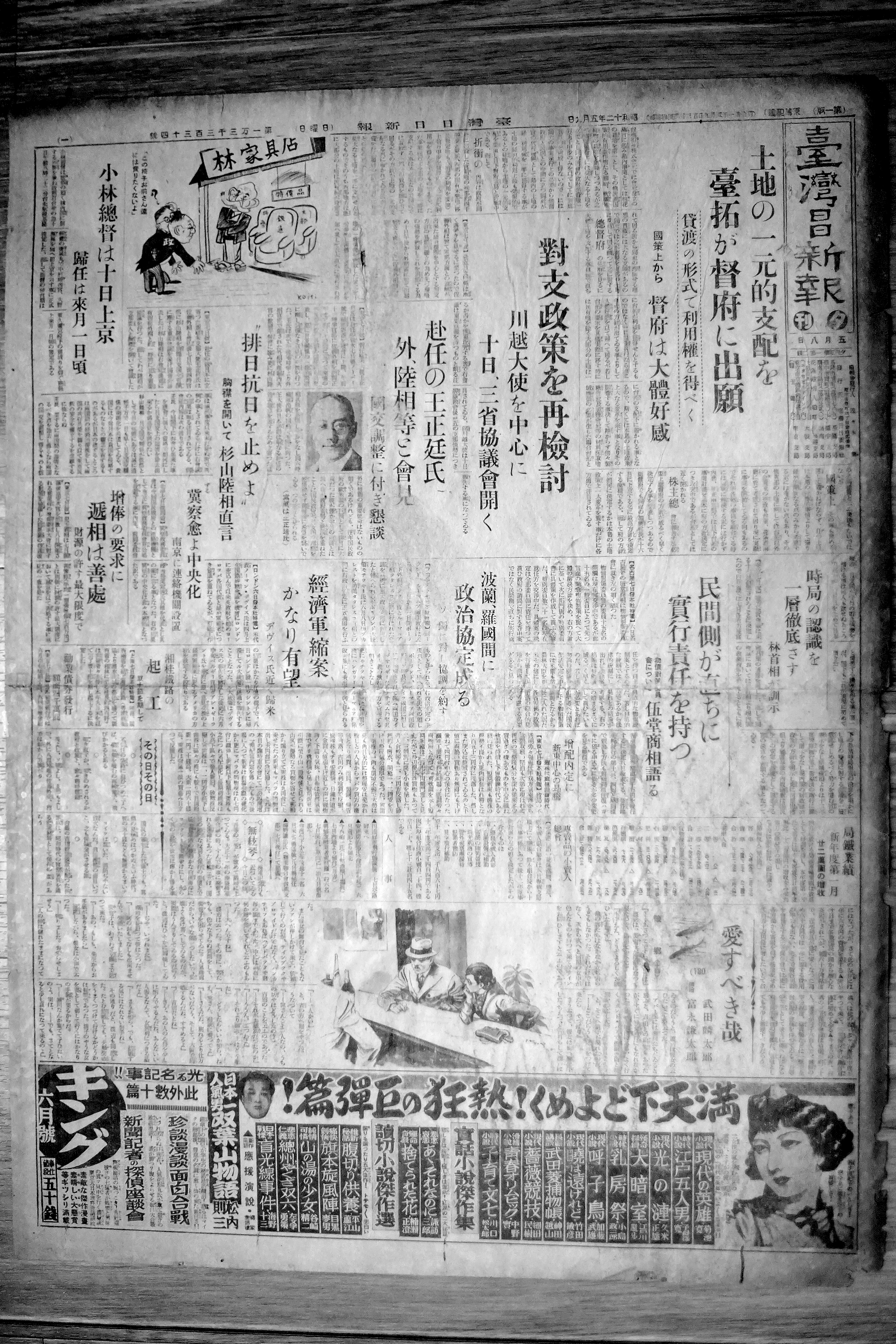
台湾日日新報』昭和12年5月7日（第1版）
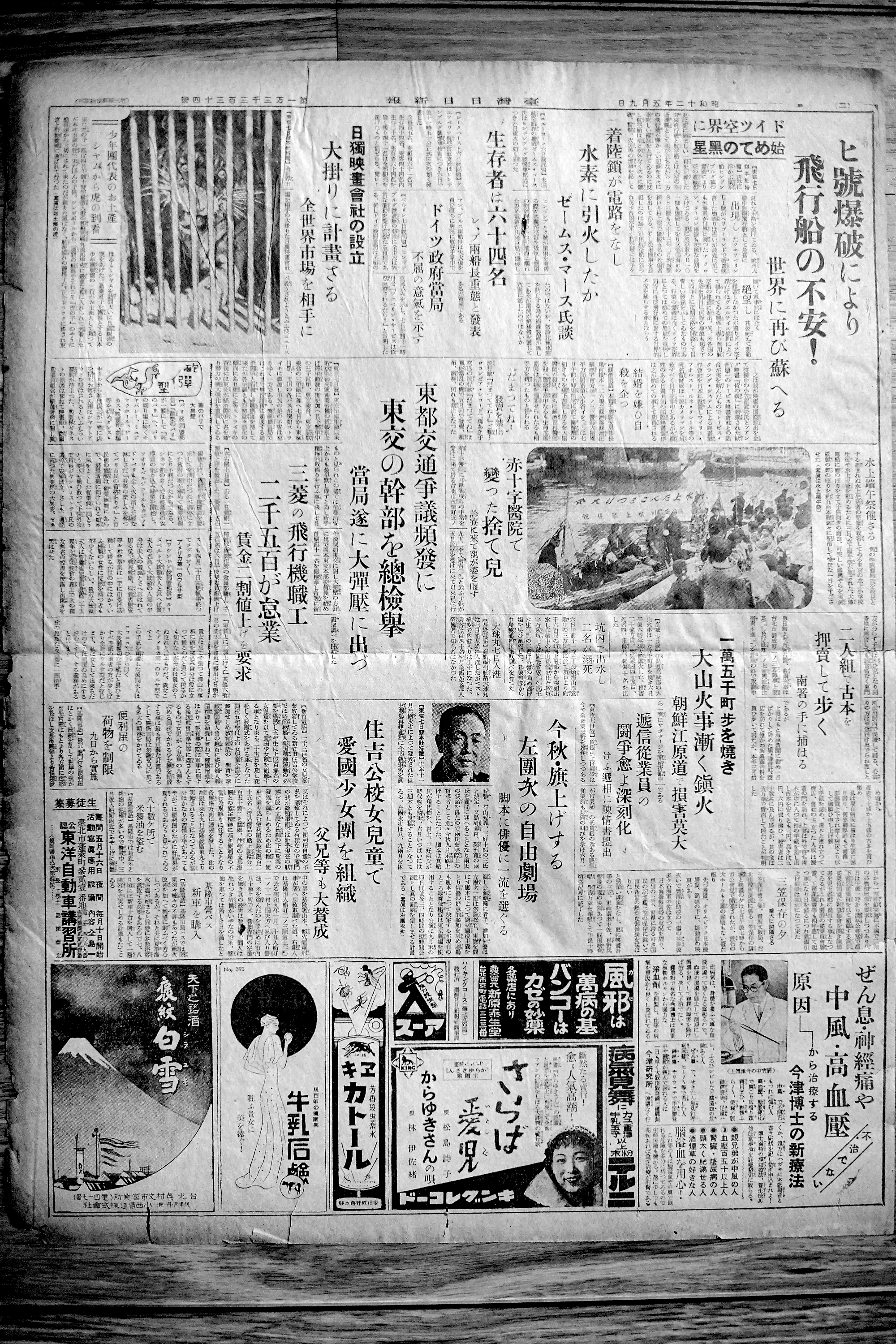
台湾日日新報』昭和12年5月7日（第2版）
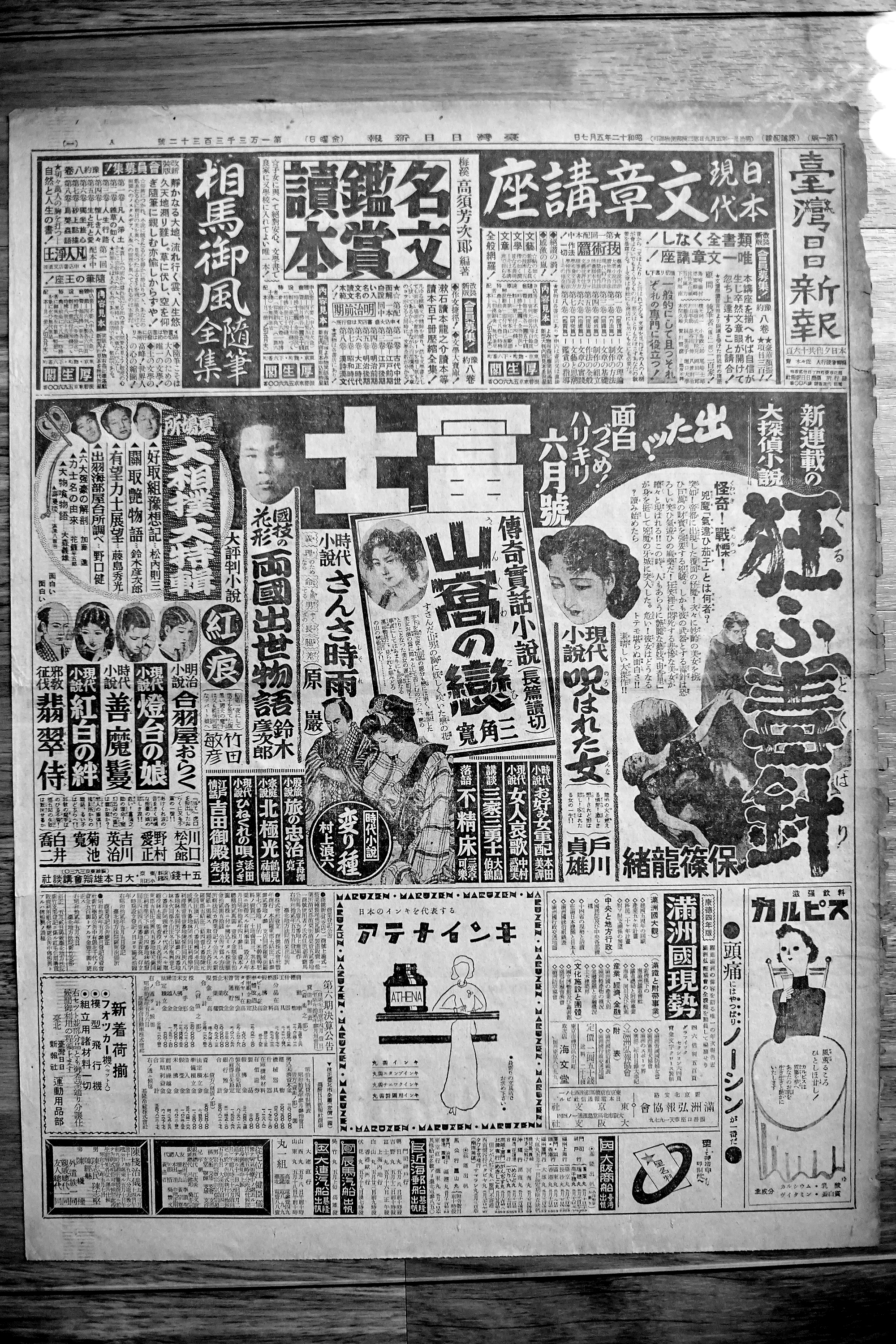
台湾日日新報』昭和12年5月9日（第1版）
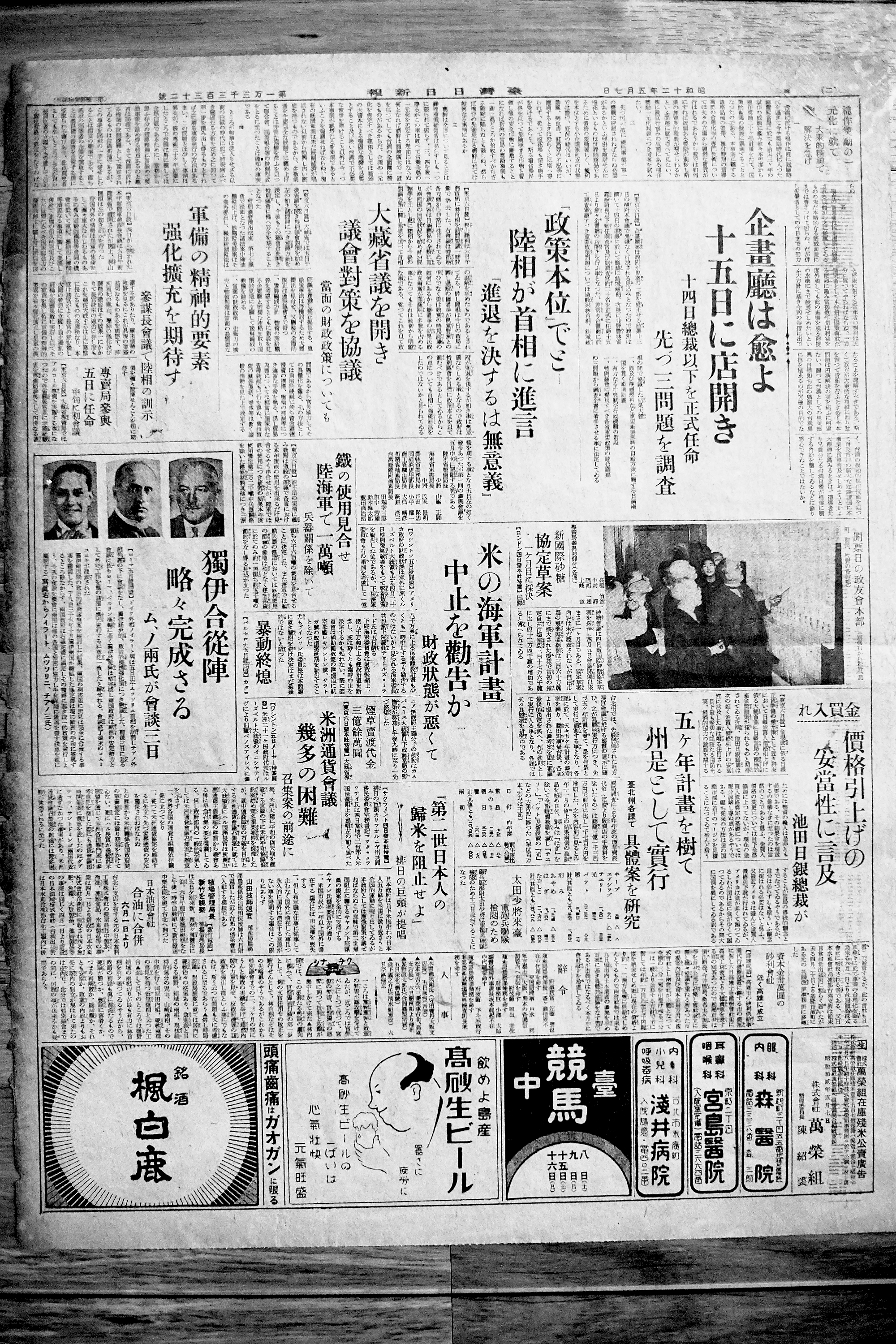
台湾台湾日日新報』昭和12年5月9日（第2版）新報

## 台湾日日新報社の発行物
台湾新報社の発行物や特記するものを除き、編集はいずれも台湾日日新報社による。台湾総督府図書館の蔵書目録より。
| 類     | 種別                           | 題名                                | 発行年                            | 冊、類、号   | 備考                                                                               |
| §070   | 台湾ノ部                       | 台湾一覧                            | 明治45年                          | 1-070-3号    | [7]                                                                                |
| §070   |                                | 台湾要覧                            | 大正5年                           | 1-070-21号   | [8]                                                                                |
| §07045 | 雑誌・新聞紙                   | 【教育歴史資料】台湾日日写真画報    | 大正5年8月 –大正7年1月            | 2-0705-29号  | 第1、2年[9][10]                                                                    |
| §07045 | 雑誌・新聞紙                   | 台湾新報                            | 明治29年6月27日 –明治31年42月9月  | [特]5-新1    | 第1号–489号、台湾新報社 発行〔以降、台湾日日新報に改題〕[11]                       |
| §07045 | 雑誌・新聞紙                   | 台湾新聞                            | 大正4年1月1日–                    | 新4          | 4293号–、台湾新聞社 発行 [1]                                                       |
| §07045 | 雑誌・新聞紙                   | 台湾日日新報                        | 明治31年5月1日–                   | 新2          | 第1号–〔『台湾新報』を改題〕（内明治33年10月欠）[2]                                |
| §07045 | 雑誌・新聞紙                   | 漢文台湾日日新報                    | 明治38年7月21日 –明治43年12日31日 | 新2          | 第2165号–4077号〔台湾日日新報付録。以後、台湾日日新報に併合〕[3][4]                |
| §07045 | 雑誌・新聞紙                   | 漢文台湾日日新報                    | 明治38年7月21日 –明治43年12月31日 | 新3          | 第2165号–第4077号〔『台湾新報』を改題、台湾日々新報付録。〕（内明治33年10月欠）[5] |
| §0748  | 名勝、案内記、写真帖           | 児玉総督凱旋、歓迎記念写真帖        | 明治39年                          | 1-0708-4号   | [6]                                                                                |
| §0748  | 名勝、案内記、写真帖           | 大正2年討蕃記念写真帖               | 大正2年                           | 1-0708-6号   | [7]                                                                                |
| §0748  | 名勝、案内記、写真帖           | 大正3年討蕃軍隊記念写真帖           | 大正3年                           | 1-0708-7号   | [8]                                                                                |
| §0748  | 名勝、案内記、写真帖           | 大正3年討蕃警察隊記念写真帖         | 大正4年                           | 1-0708-5号   | [9]                                                                                |
| §0752  | 法規、行政、司法制度           | 新旧対照管轄便覧                    | 大正10年                          | 1-0752-114号 | [10]                                                                               |
| §0752  | 法規、行政、司法制度           | 管轄要覧                            | 大正4年                           | 1-0752-45号  | 全70頁[11]                                                                         |
| §0752  | 法規、行政、司法制度           | 台湾地方制度要覧                    | 大正9年                           | 1-0752-78号  | [12]                                                                               |
| §0755  | 財政、租税、専売               | 台湾所得税令及同施行規則 付申告手引 | 大正10年                          | 1-0755-27号  | [13]                                                                               |
| §0757  | 統計                           | 台湾形成一覧                        | 大正7年                           | 1-0757-3号   | [14]                                                                               |
| §0759  | 社会、風俗、習慣、歳時記、救済 | 台湾日々新報（第1701号）            | 大正7年                           | 1-0759-4号   | [15]                                                                               |
| §0759  | 社会、風俗、習慣、歳時記、救済 | 中国語: 纒足之弊害及救済〔漢文〕    | 大正4年                           | 1-0759-4号   | [16]                                                                               |
| §0761  | 気象、地震、暦                 | 南部台湾震災写真帖                  | 明治39年                          | 1-0761-3号   | [17]                                                                               |
| §0767  | 医事、衛生                     | 内地人の健康法                      | 明治39年                          | 1-0767-7号   | [18]                                                                               |